# Муха, Николай Анатольевич
Николай Анатольевич Муха (род. 31 марта 1999, Самара, Россия) — российский профессиональный баскетболист, играющий на позиции центрового.

## Карьера
Играл за «Автодор-2» в Единой молодёжной лиге ВТБ и любительские команды «Автодор-2000» и «Динамит» в Саратовской баскетбольной лиге. Учится в Институте физической культуры и спорта Саратовского государственного университета имени Н. Г. Чернышевского.
29 февраля 2020 года Муха дебютировал на профессиональном уровне за основную команду «Автодора». В игре Единой лиги ВТБ против «Цмоки-Минск» (109:90) Николай провёл на площадке 29 секунд, но результативными действиями не отметился.
Перед началом сезона 2020/2021 Муха был включён в заявку «Автодора» в Единой лиге ВТБ, а также сыграл за «Автодор-2» на первом этапе Кубка России. В конце октября 2020 года Николай покинул саратовский клуб и на правах свободного агента перешёл в клуб Национальной лиги Казахстана «Актобе».
В январе 2021 года Муха перешёл в «Караганду». В составе команды Николай стал бронзовым призёром Высшей лиги Казахстана и был включён в символическую пятёрку турнира.
Сезон 2021/2022 Муха начинал в грузинской «Меге», но в декабре 2021 года покинул команду.
В январе 2022 года Муха продолжил карьеру в «Динамо» (Ставрополь). В 22 матчах Суперлиги-2 дивизион Николай набирал в среднем 9,4 очка, 8,8 подборов и 1,2 передачи.
В августе 2022 года Муха подписал контракт с «Нефтехимиком». В составе команды Николай стал бронзовым призёром Высшей лиги России.
В сезоне 2023/2024 Муха выступал за «Динамо-МГТУ».
В июле 2024 года Муха вернулся в «Нефтехимик».

## Достижения
- Бронзовый призёр Высшей лиги Казахстана: 2020/2021
- Бронзовый призёр Высшей лиги России: 2022/2023